# Ајвил
Ајвил (фр. Ailleville) насеље је и општина у североисточној Француској у региону Шампања-Ардени, у департману Об која припада префектури Бар сир Об.
По подацима из 2011. године у општини је живело 277 становника, а густина насељености је износила 55,29 становника/km². Општина се простире на површини од 5,01 km². Налази се на средњој надморској висини од 164 метара.

## Демографија
| 1962. | 1968. | 1975. | 1982. | 1990. | 1999. | 2011. |
| ----- | ----- | ----- | ----- | ----- | ----- | ----- |
| 190   | 202   | 230   | 220   | 232   | 218   | 277   |

График промене броја становника у току последњих година